# Upplands runinskrifter 1133
Upplands runinskrifter 1133 är en försvunnen vikingatida runsten som funnits i Norrby, Morkarla socken och Östhammars kommun. Stenens mått är omkring 1,25 meter hög och cirka 0,45 meter bred. Den "Agvid", som nämns i inskriften, har också låtit resa U 1134.

## Inskriften
Translitterering av runraden:
[ahuiþr · lit kiara · bro · yftiʀ · karluk ok · kuþuaru]
Normalisering till runsvenska:
Agviðr let gæra bro æftiʀ Karlung ok Guðvaru.
Översättning till nusvenska:
Agvid lät göra bro efter Karlung och Gudvar.